# Podstene pri Kostelu
Podstene pri Kostelu so naselje v Občini Kostel.